# Pygeum oocarpum
Pygeum oocarpum är en rosväxtart som beskrevs av Otto Stapf. Pygeum oocarpum ingår i släktet Pygeum och familjen rosväxter. Inga underarter finns listade i Catalogue of Life.